# Ernest Grey Lambton Cochrane
Kapitan Hon. Ernest Grey Lambton Cochrane škotski častnik in politik, * 4. junij 1834, † 2. februar 1911.
Sin admirala Thomasa Conchrana, 10. Earla of Dundonald, je med drugim bil:
- High Sheriff za okrožje Donegal (1879),
- Deputy Lieutenant za okrožje Donegal in
- Justice of the Peace za okrožje Donegal.

Bil je dvakrat poročen; prva žena Adelaide Blackall, je umrla dva tedna po poroki, tako da se je ponovno poročil s Elizabeth Frances Maria Katherine Doherty, s katero je imel več otrok:
- Elizabeth Rosetta Stewart Cochrane,
- Thomas Alfred Dundonald O'Degherty Cochrane,
- Richard Francis Ernest Cochrane,
- Adelaide Maria Cochrane,
- Frances Katherine Cochrane,
- Ernest Algernon Cochrane,
- Blanche Edith Cochrane,
- Horace Egerton Cochrane Egerton Cochrane,
- Mabel Alice Maria Cochrane.